# Каррисо, Маэр
Маэр Маурисио Каррисо (исп. Maher Mauricio Carrizo; родился 19 февраля 2006, Сантьяго-дель-Эстеро) — аргентинский футболист, нападающий клуба «Велес Сарсфилд».

## Клубная карьера
Воспитанник футбольной академии клуба «Велес Сарсфилд». В основном составе клуба дебютировал 7 августа 2024 года в матче Кубка Аргентины против «Сан-Лоренсо де Альмагро», выйдя на замену на 79-й минуте и забив гол спустя 14 минут. 26 августа дебютировал в аргентинской Примере в матче против клуба «Барракас Сентраль».

## Карьера в сборной
В 2023 году был вызван в состав сборной Аргентины до 17 лет на юношеский чемпионат мира в Индонезии. Провёл на турнире два матча.